# Paweł Stolorz
Paweł Stolorz (ur. 1894 w Szopienicach, zm. 1961) – górnośląski malarz prymitywista, członek Grupy Janowskiej.
Przed I wojną światową pracował w Kopalni „Giesche”. Po wojnie pracował jako kowal. Był członkiem Grupy Janowskiej od początku jej powstania aż do śmierci. W swej twórczości wykorzystywał scenerię Szopienic i okolicy. Tematami jego prac są przede wszystkim górnośląskie pejzaże z okresu sprzed I wojny światowej. Malował akwarelą. Niektóre jego obrazy są kojarzone z twórczością Nikifora Krynickiego. Brał udział w wielu wystawach na terenie całego kraju. Otrzymał wiele nagród i wyróżnień. Obrazy malarza znajdują się obecnie w muzeach m.in. w Muzeum Historii Katowic, Muzeum Śląskim w Katowicach, Muzeum Miejskim w Zabrzu i Muzeum Górnośląskim w Bytomiu. O życiu i twórczości Grupy Janowskiej Lech Majewski nakręcił pełnometrażową opowieść pt. Angelus.

## Wybrane prace
- „Mysłowice I” (przedstawiający Trójkąt Trzech Cesarzy)
- „Mysłowice-szpital”